# Dynamique du point
La dynamique du point est un domaine de la mécanique du point. Elle se base sur l'étude des forces, causes du mouvement.

## Principe fondamental de la dynamique
Le principe fondamental de la dynamique, aussi appelé « deuxième loi de Newton », énonce la chose suivante :
Si un ensemble de forces extérieures ({\displaystyle {\vec {F}}}) sont exercées sur un point {\displaystyle M} de masse {\displaystyle m}, celui-ci est animé d'une accélération {\displaystyle {\vec {a}}} telle que :
{\displaystyle \sum ({\vec {F}})=m{\vec {a}}}